# 15e escadrille (Belgique)
La 15e escadrille (néerlandais : 15de Smaldeel et anglais : 15th Squadron), est une escadrille de formation et d'instruction pour hélicoptères Agusta A109 du Wing Heli de la composante air des forces armées belges.
Elle est basée à Beauvechain, dans la province du Brabant wallon.

## Historique
Le 1er juin 1947, la 369e escadrille Air Observation Post est créée au sein de l'aviation militaire (qui deviendra la force aérienne le 15 janvier 1949, puis la composante air dans les années 2000).
Fin 1948, elle change de nom pour devenir la 15e escadrille Air Observation Post.
Le 15 avril 1954, les 15e et 16e escadrilles passent sous le commandement de la force terrestre (future composante terre) et deviennent des escadrilles d'aviation légère. Elles sont alors rattachées à l'artillerie. En avril 1964, la 15e escadrille est d'ailleurs renommée 15e escadrille école d'aviation légère.
Le 9 septembre 2010, le Wing Heli déménage de la base aérienne de Bierset à celle de Beauvechain pour être intégré au 1er Wing qui est transformé.